# 2. Klavierkonzert (Saint-Saëns)

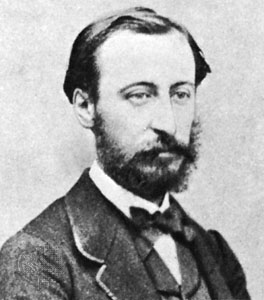
Saint-Saëns im Jahr 1875

Das 2. Klavierkonzert in g-Moll, op. 22, ist ein Werk für Klavier und Orchester des französischen Komponisten Camille Saint-Saëns.

## Entstehung
Der Anlass für die Komposition des zweiten Klavierkonzertes war ein Konzert des russischen Pianisten Anton Rubinstein. Dieser plante, im Mai 1868 ein Konzert als Dirigent in Paris zu geben, und bat seinen Freund Saint-Saëns, ein Werk hierfür zu komponieren. Der französische Komponist verfasste daraufhin das zweite Klavierkonzert in nur 17 Tagen und spielte bei der Uraufführung am 13. Mai in Paris den Klavierpart. Trotz dieser kurzen Entstehungszeit weist das Werk einen hohen kompositorischen Wert auf und stellt einen Höhepunkt im Schaffen des Komponisten dar. Das Werk ist Madame A. de Villers gewidmet.

## Zur Musik

### Besetzung
Solo-Klavier, 2 Flöten, 2 Oboen, 2 Klarinetten, 2 Fagotte, 2 Hörner, 2 Trompeten, Pauke und Streicher

### 1. Satz: Andante sostenuto

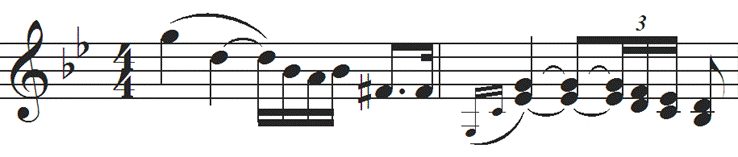
Notenbeispiel: Das Hauptthema des ersten Satzes (Klavier)

Der Hauptsatz dieses Konzertes lässt die Sonatensatzform in recht freier Behandlung erkennen. Der Satz beginnt ungewöhnlicherweise mit einer ausgedehnten und höchst virtuosen Solokadenz des Klaviers. Hierin ist bereits das wesentliche Themenmaterial des Satzes enthalten. Das Orchester setzt anschließend markant mit einigen Tuttischlägen ein und eröffnet die Exposition.
In ihr erklingt das schwärmerische Hauptthema, das aber gleichzeitig stets von großer Unruhe geprägt ist. Immer wieder unterbrechen Orchester- und Klaviereinwürfe den Themenvortrag. Anschließend wird das Thema in einer Art Wiederholung der Exposition im gleichen Duktus mit neuen melodischen Einfällen erweitert. In der Durchführung entwickelt das Soloinstrument auf brillante Weise einen weiteren tragenden Gedanken, der zunächst aus einer Passage fallender Tonleitern besteht und sich, von den Pauken unterstützt, zu einem virtuosen Höhepunkt steigert. Auf diesem erscheint das Hauptthema in einer Art Reprise wieder, prächtig vom ganzen Orchester zu Klavierbegleitung vorgetragen. Nun folgt an der regelgerechten Stelle der Solokadenz eine weitere ausgedehnte Solopassage des Klaviers, die jedoch ein wenig verhaltener wirkt als die Kadenz zu Beginn des Satzes. Auch die Coda wird weiterhin vom Soloklavier dominiert. Die Thematik des Satzbeginns lebt wieder auf und lässt den Satz mit einigen Tuttischlägen des Orchesters verklingen.

### 2. Satz: Allegro scherzando
Nach dem Andante sostenuto des Eingangssatzes folgt kein langsamer Satz, sondern ein Scherzo.
Der Beginn dieses Scherzos huscht geisterhaft und vom Klavier im piano vorgetragen vorbei. Ein überraschender Taktwechsel etabliert ein zunächst vom Violoncello vorgetragenes Walzerthema. Schnell setzt sich jedoch wieder das Scherzothema durch, das nun in einer Moll-Abwandlung vorgetragen wird. Das Geschehen zieht noch eine Weile spukhaft vorbei, ehe einige leise Akkorde zu zarten Paukenschlägen ein plötzliches Ende herbeiführen.

### 3. Satz: Presto
Das Finale stellt ein virtuoses Rondo dar. Es beginnt mit dem stürmischen und in Forte vorgetragenen Hauptthema des Soloklaviers, nach einem einleitenden Motiv, das aus einer schnellen Drehfigur des Klaviers besteht und im weiteren Verlauf des Satzes ein wichtiger Baustein bleibt. Auch das Orchester übernimmt die schnelle Drehfigur, bevor das Klavier im Piano das Hauptthema auf Holzbläser-Akkorden wiederholt. Im ersten Couplet begleitet das Soloinstrument mit schnellen und perlenden Begleitfiguren ein langsames Thema im Orchester, das im Grunde nur aus einigen trägen Akkorden besteht. Ein Tuttischlag führt wieder zum Hauptthema zurück. Im einfach gebauten zweiten Couplet wiederholt das Klavier einige stampfende, fast gewaltsam anmutende Akkorde, unterbrochen von eigenen virtuosen Ausbrüchen. Hiernach findet der Satz ein stürmisches Ende, ohne erneutes Erklingen des Hauptthemas.

## Wirkung
Die Uraufführung des Klavierkonzertes am 13. Mai 1868 in Paris wurde zu einem Misserfolg. Saint-Saëns, der den Klavierpart übernommen hatte, räumte ein, nicht genug Zeit zum Einüben gehabt zu haben, da das Konzert in nur 17 Tagen entstanden war. Unter den Zuhörern in Paris war jedoch auch Franz Liszt, der die Qualitäten des Werkes erkannte und Saint-Saëns ermutigte, es weiterhin aufzuführen. Schon bald erfreute es sich wachsender Beliebtheit. Einige Jahre später arrangierte Georges Bizet das virtuose Werk für Klavier solo, um es auch an Soloabenden vortragen zu können.
Das zweite Klavierkonzert ist heute das populärste und meistgespielte Klavierkonzert von Saint-Saëns. Es erfordert vom Pianisten ein Höchstmaß an Virtuosität und Präzision.